# Phèdre (Cabanel)
Pour les articles homonymes, voir Phèdre.
Phèdre est un tableau réalisé par le peintre français Alexandre Cabanel en 1880. Cette huile sur toile est une peinture mythologique de facture orientaliste qui représente Phèdre se morfondant dans son lit en présence de deux servantes. Exposée au Salon des artistes français en 1880, l'œuvre est offerte par l'artiste à sa ville natale de Montpellier cette même année. Elle est conservée au musée Fabre.